# Fernando Abal Medina
Pour les articles homonymes, voir Abal.
Fernando Luis Abal Medina (1947–1970) était un militant argentin, fondateur des Montoneros, groupe péroniste de gauche, catholique et nationaliste, qui s'engagea dans la lutte armée contre la dictature militaire issue de la « Révolution argentine » de 1966.

## Jeunesse
Fernando Luis Abal Medina est né dans une famille bourgeoise catholique et nationaliste. Son frère, Juan Manuel Abal Medina, deviendra dans les années 1970 secrétaire général du Mouvement national justicialiste. Fernando Luis Abal Medina fit ses études secondaires au Collège national de Buenos Aires, en compagnie de Mario Firmenich et de Carlos Gustavo Ramus, qui deviendront également membres de la direction des Montoneros.
Adolescent, il admirait Léon Bloy, cet écrivain et pamphlétaire converti à la mystique catholique. Son frère, Juan Manuel, était secrétaire de la rédaction de la revue Azul y Blanco, dirigée par Marcelo Sánchez Sorondo et par Ricardo Curutchet, tenants d'une ligne éditoriale soutenant la hiérarchie militaire. Sánchez Sorondo se présenta en tant que candidat du FREJULI (es) aux élections de 1973 pour le poste de gouverneur de Buenos Aires, mais fut défait par Fernando De la Rua (UCR), notamment en raison du passé fasciste du candidat péroniste. Cette revue était hébergée dans les bureaux de Jorge P. Ramos Mejia, Francisco Uriburu Quintana (sous-secrétaire du Ministère de l'Intérieur de 1966 à 1970) et Marcelo Sánchez Sorondo, dans le quartier de Retiro à Buenos Aires. Fernando Abal Medina vendait des abonnements pour cette revue, ce qui le fit entrer en contact, très jeune, avec le milieu politique et militaire nationaliste de droite.
Fernando adhère à la Jeunesse étudiante catholique (JEC), la branche juvénile de l'Action catholique, en 1964. Mais, la même année, âgé de 17 ans, il rencontre, avec son ami Ramus, un voisin, le jésuite Carlos Mugica, habitué de la villa 31, un bidonville très proche. Il abandonne alors la JEC, les œuvres sociales de Mugica, proche du Mouvement des prêtres pour le Tiers Monde, l'incitant à douter de ses convictions de droite. 
Fin 1966, alors que l'armée s'est emparé du pouvoir par un coup d'État instaurant une dictature qui dissout toute vie politique démocratique, Fernando se rapproche de la revue Cristianismo y Revolución (es), et rencontre son directeur Juan García Elorrio, ex-séminariste et fondateur du Comando Camilo Torres. Il intègre ce cercle de militants en 1967, aux côtés de ses camarades de classe Firmenich et Ramus. C'est là qu'il rencontre Norma Arrostito, de sept ans son aînée, qui deviendra sa compagne jusqu'à leur mort. À partir de 1967, il ne voit plus Mugica, parti en Bolivie pour essayer de récupérer la dépouille du Che.
Fernando participe le 1er mai 1967 à une action du Comando Camilo Torres: l'interruption d'une messe à la Cathédrale métropolitaine de Buenos Aires, à laquelle assistait le général-dictateur Onganía. L'action visait à dénoncer la complicité de la hiérarchie cléricale envers la dictature et à appeler les catholiques à se joindre aux luttes révolutionnaires. Ceci lui valut d'être arrêté, avec García Elorrio, Norma Arrostito, et d'autres.
Il participe ensuite, avec l'intellectuel péroniste John William Cooke, à la première conférence internationale de l'Organisation latino-américaine de solidarité (OLAS), qui se tient le 31 juillet 1967 à La Havane. Il revient à Cuba en 1968, avec Norma Arrostito, mais cette fois pour y s'entraîner militairement. Le général Juan Perón soutenait alors, depuis son exil, la lutte armée, et la Tendance révolutionnaire du péronisme fut créée en août 1968 à un congrès assisté, entre autres, par le fondateur de la Jeunesse péroniste, Gustavo Rearte, et par J.W. Cooke.
À son retour en Argentine, le couple tenta de former un groupe militant avec Carlos Alberto Maguid, son épouse Nélida Arrostito de Maguid, et Mercedes Arrostito et son époux, qui s'en détachent mi-1969.
Par ailleurs, Fernando participait, en 1969, aux réunions du Círculo del Plata, cofondé par son frère Juan Manuel et présidé par Juan M. Palacios, marié avec la secrétaire de Ramos Mejia et de Sánchez Sorondo.

## Lutte armée
Fernando Abal Medina, sa compagne Arrostito, Mario Firmenich, Carlos Ramus et Carlos Capuano Martínez effectuent leur première action armée le 7 mars 1970, en attaquant le détachement policier de San Miguel (Grand Buenos Aires). Ils ne rencontrent qu'un policier en service, lui prennent son arme ainsi qu'une mitraillette, et taguent des slogans péronistes. Le groupe d'Abal Medina était alors composé d'une douzaine d'activistes, qui peuvent être considérés comme les membres fondateurs des Montoneros. Ils s'emparent à nouveau d'armes et d'uniformes policiers le 29 avril 1970, puis cambriolent un garage le 27 mai, volant une Peugeot 404 et une camionnette. 
Deux jours plus tard, ils enlèvent le général Pedro Eugenio Aramburu, qui avait participé au coup d'État de 1955 ayant déposé Perón et ordonné le massacre de León Suarez. Celui-ci fut exécuté, Fernando Abal Medinal étant chargé d'appliquer la sentence du « tribunal révolutionnaire » (cf. Montoneros#La première action publique : l'enlèvement d'Aramburu et l'attaque de La Calera). 
Fernando Abal Medina participa ensuite au hold-up du 1er septembre 1970 contre la Banco de Galicia à Ramos Mejía (province de Buenos Aires), au cours duquel les Montoneros « exproprièrent » 36 000 dollars.

## Mort
Fernando mourut le 7 septembre 1970 au cours d'une fusillade avec la police (ou l'armée). Le patron du bar où ils avaient rendez-vous, à William C. Morris (localité de la province de Buenos Aires), aurait averti la police, reconnaissant les personnes recherchées par la police. Sabino Navarro et Capuano Martínez réussirent à s'enfuir, tandis que Luis Rodeiro se rendit et qu'une grenade explosa dans la main de Ramus, le tuant sur-le-champ. Norma Arrostito et Mario Firmenich, arrivés 20 minutes en retard, firent retraite immédiate.
Des organisations, tant du camp nationaliste que du camp péroniste, participèrent au deuil d'Abal Medina et de Ramus, dont l'Alianza Libertadora Nacionalista, les Fuerzas Armadas Peronistas, le Movimiento Nacionalista Tacuara, les 62 Organizaciones (syndicat péroniste). L'intellectuel Arturo Jauretche, qui s'était exilé à la suite des menaces de la dictature, était aussi présent à l'enterrement, ayant connu les Abal Medina à l'hebdomadaire Azul y Blanco et au Círculo del Plata. Les prêtres Carlos Mugica et Hernán Benítez, qui avait été le confesseur d'Evita, célébrèrent les funérailles à l'église San Francisco Solano de Mataderos (Buenos Aires), ce qui leur valu d'être arrêté et incarcéré quelques jours pour « incitation à la violence ». 
Par la suite, le 7 septembre, fut institué par la direction du groupe armé « Journée du Montonero » en honneur de son fondateur.

## Source originale
- (es) Cet article est partiellement ou en totalité issu de l’article de Wikipédia en espagnol intitulé « Fernando Abal Medina » (voir la liste des auteurs).